# Cinema (álbum de Andrea Bocelli)
Cinema é o décimo quinto álbum de estúdio do tenor italiano Andrea Bocelli, lançado em 23 de outubro de 2015. O álbum é composto de regravações de consagradas trilhas sonoras do cinema internacional. O álbum foi produzido por David Foster e lançado pela Sugar Music (na Itália) e pela Universal Music (no restante do mundo). Em 2016, a edição em espanhol do álbum foi indicada aos Grammy Latinos de Álbum do Ano e Melhor Álbum Vocal Pop Tradicional.

## Antecedentes
O álbum foi produzido por David Foster, Humberto Gatica e Tony Renis, que também havia colaborado com Bocelli no álbum Amore em 2006.
Bocelli afirmou sobre o álbum: "Com o álbum 'Cinema', estou realizando um desejo que tenho nutrido há décadas. Eu nunca escondi meu sonho de trazer à tona um projeto relacionado à trilhas sonoras, como eu realmente creio que são um excepcional tesouro artístico".

## Recepção

### Performance comercial
Cinema entrou para a UK Album Charts em terceiro lugar, atrás apenas de Sounds Good Feels Good, de 5 Seconds of Summer, e de Get Up!, de Bryan Adams. Foi a mais alta colocação de Bocelli nas paradas musicais britânicas desde a última década, mais precisamente desde o álbum Cieli di Toscana, em sua décima colocação na UK Pop Charts.

## Singles
"E più ti penso", uma canção composta por Ennio Morricone para o filme Once Upon a Time in America foi regravada como um dueto entre Bocelli e a cantora pop estadunidense Ariana Grande. A canção abriu em primeiro lugar na Billboard Classical Digital Songs Chart. Um videoclipe foi lançado em 13 de outubro de 2015.

## Faixas
| N.º | Título                                                                | Compositor(es)                                                      | Duração |  |
| 1.  | "Maria" (de West Side Story)                                          | Leonard Bernstein, Stephen Sondheim                                 | 3:13    |  |
| 2.  | "La chanson de Lara" (de Doctor Zhivago)                              | Webster, Ithier Hubert, Maurice Jarre                               | 3:15    |  |
| 3.  | "Moon River" (de Breakfast at Tiffany's)                              | Johnny Mercer, Henry Mancini                                        | 3:49    |  |
| 4.  | "E più ti penso" (com Ariana Grande) (de Once Upon a Time in America) | Mogol, Tony Renis, Ennio Morricone                                  |         |  |
| 5.  | "Be My Love" (de The Toast of New Orleans)                            | Sammy Cahn, Nicholas Brodszky                                       | 2:54    |  |
| 6.  | "The Music of the Night" (de The Phantom of the Opera)                | Charles Hart, Andrew Lloyd Webber                                   | 3:57    |  |
| 7.  | "Por una cabeza" (de Scent of a Woman)                                | Alfredo Le Pera, Carlos Gardel                                      | 3:22    |  |
| 8.  | "Sorridi amore vai" (de La vita è bella)                              | Noa, Gil Dor, Roberto Benigni, Nicola Piovani                       | 3:22    |  |
| 9.  | "Mi mancherai" (de Il Postino)                                        | Marco Marinangeli, Luis Bacalov, Riccardo del Turco, Paolo Margheri | 5:06    |  |
| 10. | "Cheek to Cheek" (com Veronica Berti) (de Top Hat)                    | Irving Berlin                                                       | 2:56    |  |
| 11. | "Brucia la Terra" (de The Godfather)                                  | Giuseppe Rinaldi, Giovanni Rota                                     | 4:16    |  |
| 12. | "No Llores Por Mi Argentina" (com Nicole Scherzinger) (de Evita)      | Andrew Lloyd Webber, Tim Rice                                       | 4:24    |  |
| 13. | "Nelle tue mani (Now We Are Free)" (de Gladiator)                     | Matteo Curallo                                                      | 4:21    |  |

## Posições e certificações

### Posições nas paradas musicais
| Tabelas musicais (2015)             | Melhor posição |
| ----------------------------------- | -------------- |
| Austrália - Australian Albums Chart | 7              |
| Áustria - Austrian Albums Top 75    | 45             |
| Bélgica - Ultratop 50               | 12             |
| Canadá - Canadian Albums Chart      | 18             |
| Dinamarca - Denmark Albums Top 40   | 13             |
| Espanha - PROMUSICAE                | 21             |
| Estados Unidos - Billboard 200      | 10             |
| Estados Unidos - Classical Albums   | 1              |
| França - SNEP                       | 146            |
| Irlanda - IRMA                      | 3              |
| Itália - FIMI                       | 4              |
| Portugal - AFP                      | 9              |